# Hiệp hội Bảo vệ Động vật Thế giới
Hiệp hội Bảo vệ Động vật Thế giới (tiếng Anh: World Society for the Protection of Animals, tên viết tắt sử dụng thông thường: WSPA) là một tổ chức phúc lợi động vật phi lợi nhuận quốc tế. Hiệp hội còn là một liên đoàn các tổ chức có mục đích tương tự, hoạt động tại hơn 150 quốc gia với hơn 1000 đoàn thể thành viên.

## Tổ chức
WSPA có 13 văn phòng đặt tại các quốc gia như: Úc, Brasil, Canada, Colombia, Costa Rica, Đan Mạch, Đức, Hà Lan, New Zealand, Tanzania, Thái Lan, Hoa Kỳ và Anh. Văn phòng quốc tế đặt tại Luân Đôn.

### Video clip
- WSPA Úc
- WSPA Brasil
- WSPA Canada
- WSPA Đức
- WSPA Hoa Kỳ
- WSPA Anh